# Юрченко, Дмитрий Александрович
Дмитрий Александрович Юрченко (9 мая 1973) — украинский футболист, нападающий.

## Игровая карьера
Играл в первенствах СССР и Украины в командах «Вагоностроитель»/«Шахтёр» (Стаханов), «Верес» (Ровно), «Экина» (Алмазная). Также в 1992—1994 годах выступал во второй и первой лигах Белоруссии за клубы «Рада» (Клецк) и КПФ Слоним.
В 1999 году был приглашён в «Николаев», где сыграл 11 матчей в высшей лиге Украины. Дебют — 17 апреля 1999 года в игре СК «Николаев» — «Таврия» (Симферополь) — 1:2. В следующем сезоне сыграл ещё 6 матчей за николаевский клуб в первой лиге. Продолжил карьеру в любительских командах «Шахтёр» (Луганск) и «Динамо» (Стаханов).
С мая 2011 года работал администратором в клубе ФК «Брянка».